# Thaon
Thaon è un comune francese di 1 518 abitanti nel dipartimento del Calvados, regione della Normandia.

## Società

### Evoluzione demografica
Abitanti censiti